# Amata romeii
Amata romeii är en fjärilsart som beskrevs av Emilio Berio 1941. Amata romeii ingår i släktet Amata och familjen björnspinnare. Inga underarter finns listade i Catalogue of Life.